# Евлоева, Рая Ахметовна
Клавдия (Рая) Ахметовна Евлоева (ингуш. Йовлой Ахьмада Рая; 9 декабря 1945, Целиноград, Казахская ССР — 30 января 2015, Назрань) — советская и российская ингушская гармонистка, певица, композитор и хореограф-постановщик танцев; Народная артистка Ингушетии (1996), заслуженная артистка Российской Федерации (2003).

## Биография
С детства играла на гармошке, любовь к музыке, и первые навыки игры на гармонике ей привила мать. Первое публичное выступление состоялось на грозненском телевидении в 1961 году в новогодней программе.
В 1970-е годы проходила обучении у метро кавказской гармоники Булата Газданова в культ.просвет.училище во Владикавказе, после окончила вокальное отделение Краснодарского института культуры. Работала 1990 года работала параллельно в Пригородном районе(СОАССР), и в ЧИАССР: в Грозном, Назране, и др.
Участвовала в создании популярных хореографических ансамблей «Асса», «Эрзи». Работала концертмейстером ансамбля «Вайнах» (ведущего танцевального коллектива Чечено-Ингушской Республики). Создала государственный ансамбль народного танца «Ингушетия», государственный фольклорный ансамбль песни и танца «Магас» (1998), ансамбль гармонисток «Сатта», в которых являлась концертмейстером.
С 2000 годов до смерти снималась в клипах, где исполняла ингушские народные и авторские мелодии, песни, участвовала в разных передачах о национальной музыке.
Похоронена на родовом кладбище в Назрани.

## Творчество
Исполняла ингушские песни, ставила фольклорные хореографические номера.
Автор более 200 песен на слова русских, ингушских, чеченских и арабских поэтов.

## Награды и признание
- Народная артистка Чечено-Ингушской АССР (1988)
- Заслуженный работник культуры Северо-Осетинской АССР (1983)
- Народная артистка Республики Ингушетия (1996)
- Заслуженная артистка РФ
- Лауреат 6-й Артиады народов России в номинации «Хореография. Лига мастеров. Гильдия профессионалов»

## Память о Рае Евлоевой
- Детский ансамбль гармонисток «Сатта» имени Раи Евлоевой.
- Фестиваль «Мелодии гор» имени Раи Евлоевой.